# Aistolf
Aistolf ou Aistulf (italien : Astolfo, latin : A(h)istulfus) est un roi lombard qui régna de juillet 749 à décembre 756, successeur de son frère Ratchis, d'abord comme duc du Frioul en 744 puis comme roi des Lombards.

## Biographie

L'Italie en 751.

Troisième fils du duc de Frioul Pemmo et frère de Ratchis, Aistolf devient à son tour duc de Frioul en 744, lorsque son frère fut élevé au trône des Lombards, et conserva la charge jusqu'à ce que, en 749, il soit appelé à remplacer à nouveau son frère, cette fois-ci sur le trône de Pavie.
Roi guerrier contrairement à son frère, il tente d'unifier la péninsule italienne sous la domination lombarde, autorisa en 750 les non-Lombards à intégrer l'armée royale, s'oppose aux Byzantins, et réussit à conquérir en 751 l'exarchat de Ravenne. Il conquit également la Pentapole, soumit l’Istrie, et porta ensuite ses armes dans le duché de Rome. Opposé à la papauté, il chercha à soumettre Rome et à imposer une taxe à ses habitants, et menace le pape lorsque ce dernier, Étienne II, implora le secours de Pépin le Bref, maire du palais puis roi des Francs, qui gagne la péninsule Italique et le défait à deux reprises, en 754 et en 756. Ravenne et son ancien exarchat est donné au pape par Pépin, constituant les États de l'Église.
Aistulf meurt accidentellement en décembre 756 des suites d'une chute de cheval lors d'une partie de chasse. Son frère Ratchis tentera sans succès de reprendre le pouvoir mais il sera rapidement évincé par Desiderius quelques mois plus tard.
Il a été enterré dans l'église Saint-Marin de Pavie,.
Selon le continuateur de l'Histoire des Lombards de Paul Diacre, Aistolf régna sept ans et cinq mois.
Il avait épousé une certaine Giseltrude, sœur d'Anselme de Frioul, fondateur de l'abbaye de Nonantola.